# Baloda
Baloda är en ort i Indien.   Den ligger i distriktet Janjgir-Champa och delstaten Chhattisgarh, i den centrala delen av landet, 900 km sydost om huvudstaden New Delhi. Baloda ligger 297 meter över havet och antalet invånare är 12 038.
Terrängen runt Baloda är platt. Runt Baloda är det tätbefolkat, med 297 invånare per kvadratkilometer. Närmaste större samhälle är Jānjgīr, 17,5 km sydost om Baloda. Trakten runt Baloda består till största delen av jordbruksmark.